# رژه افتخار سان‌فرانسیسکو

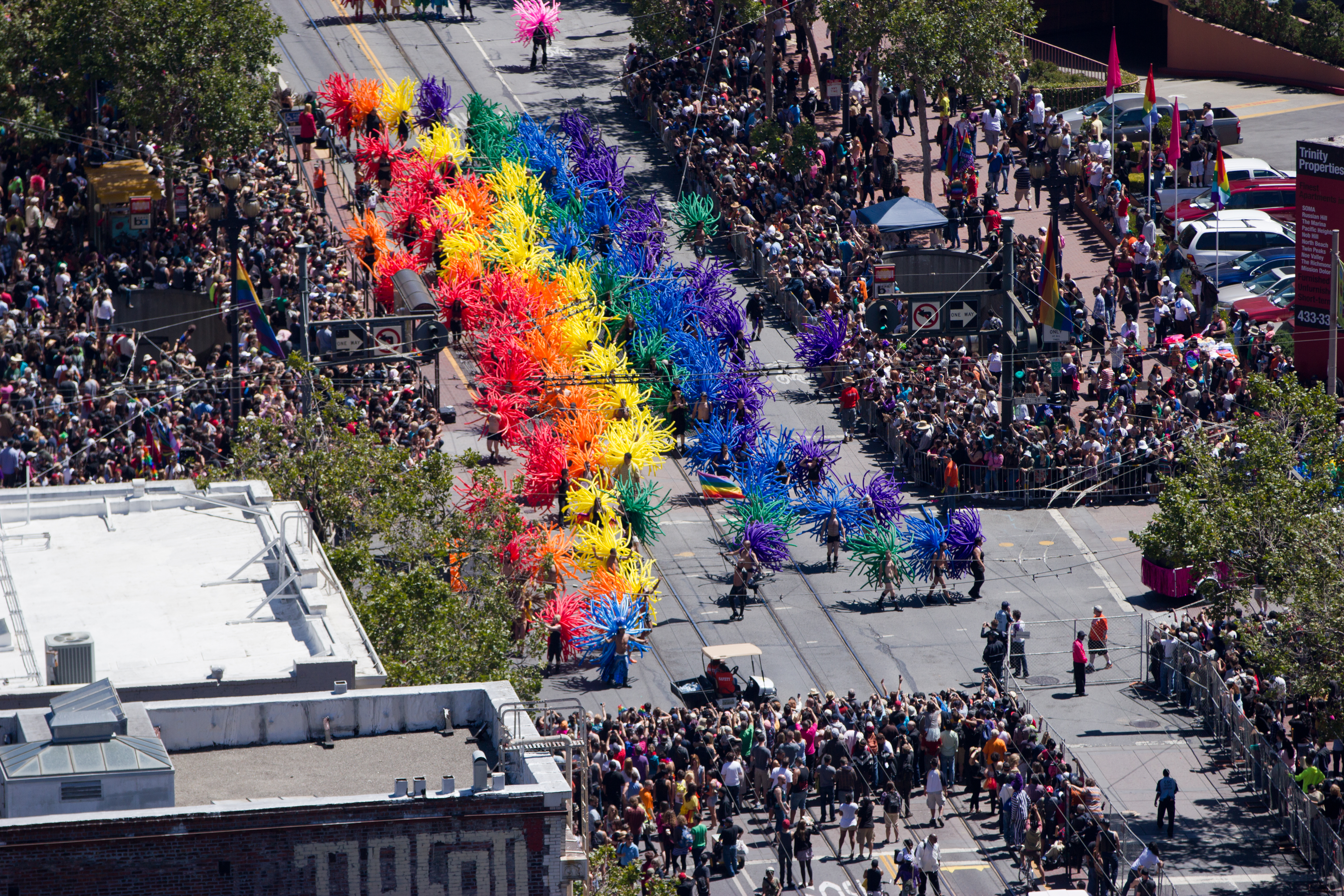
جشنوارهٔ غرور سان فرانسیسکو، ۲۰۱۲ میلادی

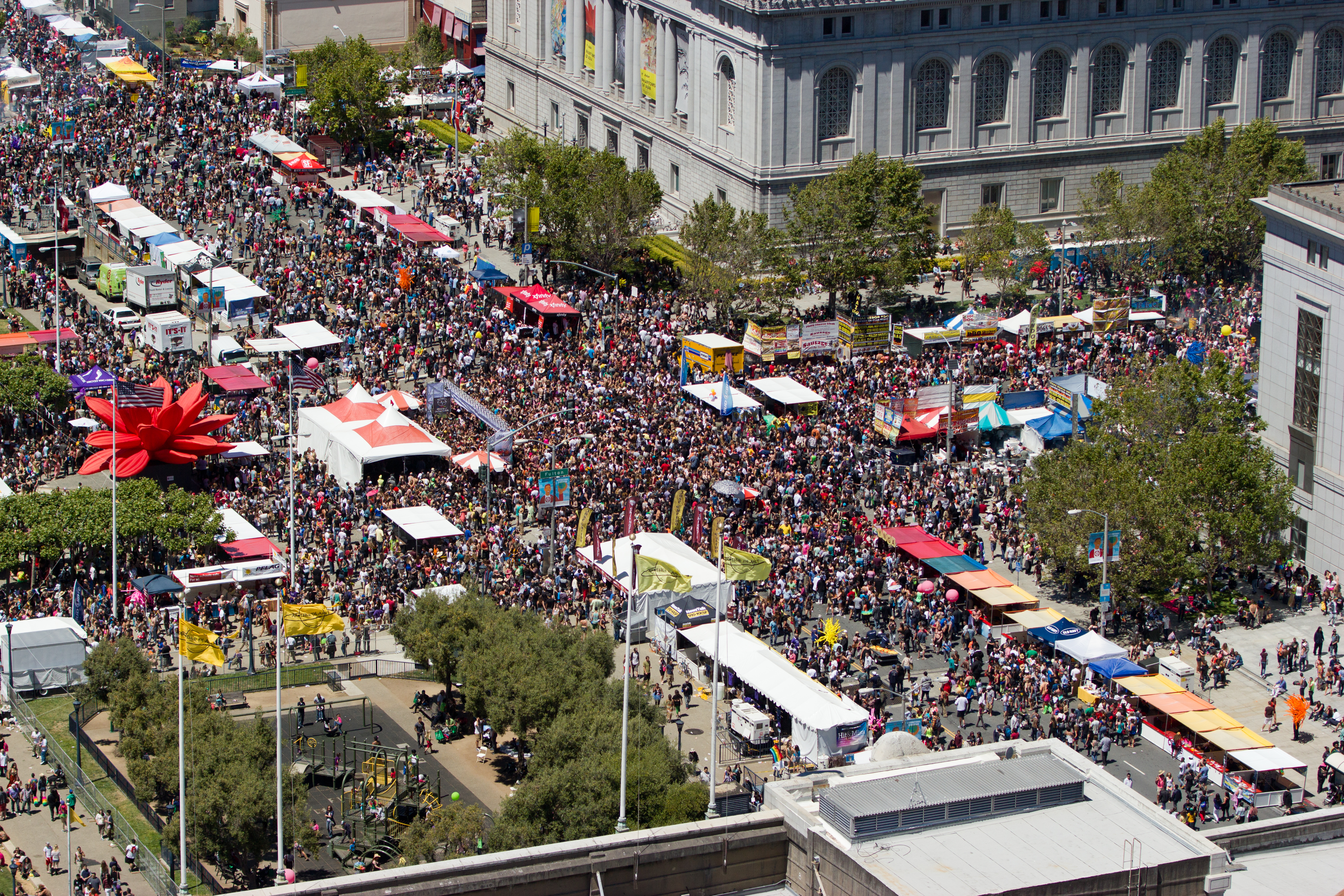
جشنوارهٔ غرور سان فرانسیسکو، ۲۰۱۲ میلادی

جشن غرور همجنس‌گرایان مرد، زن، دوجنس‌گرایان و تراجنسیتی‌ها، که با نام رژهٔ افتخار سان فرانسیسکو هم شناخته می‌شود، رژه دگرباشان جنسی و جشنواره‌ای است که هر ساله در ماه ژوئن در سان‌فرانسیسکو و کالیفرنیا برگزار می‌شود.همجنس‌گرایان زن، مرد، دوجنس‌گرایان، و تراجنسیتی‌ها به طور کل دگرباشان و حمایت‌کنندگان آن روز را جشن می‌گیرند. ۴۴مین رژه که در سال ۲۰۱۴ میلادی برگزار شد، شامل بیش از ۲۰۰ تجمع به نمایندگی از گروه‌های مختلف بوده‌است. برپایهٔ آنچه که در وب‌گاه رسمی رژهٔ دگرباشان جنسی در سان فرانسیسکو نوشته شده است، این جشنواره بزرگترین گردهمایی دگرباشان جنسی و هوادارانشان در ایالات متحده آمریکا است.
غرور سان فرانسیسکو از سال ۱۹۷۲ میلادی، هر ساله برگزار شده‌است. این جشنواره در صبح روز یکشنبه ها در اواخر ماه ژوئن آغار به کار می‌کند.